# 韦里耶尔勒比松
韦里耶尔勒比松（法語：Verrières-le-Buisson，法語：[vɛʁjɛʁ lǝ bɥisɔ̃] ⓘ）是法国法蘭西島大區埃松省的一个市镇，属于帕莱索区。

## 地理
韦里耶尔勒比松（48°44'51"N, 2°15'46"E）面积9.91 平方千米，位于法国法蘭西島大區埃松省，该省份为法国北部内陆省份，北起上塞纳省和马恩河谷省，西接厄尔-卢瓦省和伊夫林省，南至卢瓦雷省，东临塞纳-马恩省。
与韦里耶尔勒比松接壤的市镇（或旧市镇、城区）包括：沙特奈马拉布里、安东尼、比耶夫尔、伊尼、马西。

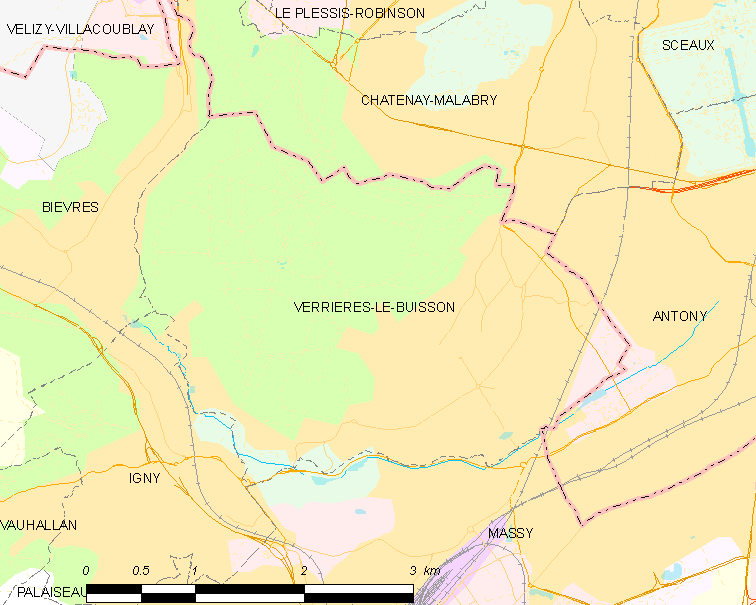
韦里耶尔勒比松的OSM定位图

韦里耶尔勒比松的时区为UTC+01:00、UTC+02:00（夏令时）。

## 行政
韦里耶尔勒比松的邮政编码为91370，INSEE市镇编码为91645。

## 政治
韦里耶尔勒比松所属的省级选区为伊韦特河畔日夫县。

## 人口

1962-2008年间韦里耶尔勒比松人口变化图示

韦里耶尔勒比松于2022年1月1日时的人口数量为14772人。